# Mạng quy trình kinh doanh
Mạng quy trình kinh doanh (BPN), còn được gọi là mạng dịch vụ kinh doanh hoặc trung tâm quy trình kinh doanh, cho phép thực hiện hiệu quả các quy trình hoạt động đa doanh nghiệp, bao gồm lập kế hoạch và thực hiện chuỗi cung ứng.  Một BPN mở rộng và thực hiện định hướng Dịch vụ của một tổ chức trong Ứng dụng Doanh nghiệp.
Để thực hiện các quy trình như vậy, các BPN kết hợp các dịch vụ tích hợp với các dịch vụ ứng dụng, thường để hỗ trợ một ngành hoặc quy trình cụ thể, như quản lý đơn hàng, quản lý hậu cần, vận chuyển và nhận tự động và các dịch vụ khác.

## Mục đích
Hầu hết các tổ chức lấy được giá trị chính của họ (ví dụ: doanh thu) và đạt được các mục tiêu của họ bên ngoài "bốn bức tường" của doanh nghiệp - bằng cách bán cho người tiêu dùng (B2C) hoặc cho các doanh nghiệp khác (B2B).  Do đó, các doanh nghiệp tìm cách quản lý hiệu quả các quy trình trải rộng trên nhiều tổ chức.  Một quy trình như vậy là quản lý chuỗi cung ứng; Các BPN đang trở nên phổ biến một phần là do tính chất thay đổi của chuỗi cung ứng.  Chuỗi cung ứng đã trở nên thực sự toàn cầu.  Xu hướng như tìm nguồn cung ứng toàn cầu và offshoring sang châu Á, Ấn Độ và khu vực sản xuất chi phí thấp khác trên thế giới tiếp tục thêm phức tạp cho quản lý đối tác thương mại có hiệu quả và tầm nhìn chuỗi cung ứng.
Việc chuyển đổi sang tìm nguồn cung ứng toàn cầu đã là một thách thức đối với một số công ty.    Rất ít công ty có các chiến lược cần thiết, cơ sở hạ tầng và kiểm soát quy trình mở rộng để thực hiện chuyển đổi sang nguồn cung ứng toàn cầu một cách hiệu quả.  Phần lớn các nhà quản lý cung ứng tiếp tục sử dụng hỗn hợp e-mail, điện thoại và fax để hợp tác với các nhà cung cấp ở nước ngoài.  Hơn nữa, các đối tác thương mại xa giới thiệu các tiêu chuẩn mới, hệ thống mới, nhiều múi giờ, quy trình mới và mức độ trưởng thành công nghệ khác nhau vào chuỗi cung ứng.

## Vai trò
Các BPN giúp giảm sự phức tạp này bằng cách cung cấp một khung chung để trao đổi thông tin, khả năng hiển thị và cộng tác.
Các BPN cũng ngày càng được sử dụng để kích hoạt và quản lý các chức năng vận hành, gia công quy trình kinh doanh (BPO) như nhân lực, tài chính, công nghệ thông tin (CNTT) và các chức năng kinh doanh 'không cốt lõi' khác (liên quan đến từng doanh nghiệp) tạo điều kiện hợp tác và di chuyển tài liệu giữa một tổ chức và công ty gia công phần mềm.

## Thực hiện
Có thể triển khai BPN bằng cách sử dụng một loạt các nền tảng công nghệ, bao gồm nhưng không giới hạn ở các mạng giá trị gia tăng EDI truyền thống (VAN s), trao đổi ngành, Cổng B2B, môi giới tích hợp điểm, VPN và các cơ chế khác cho phép các đối tác thương mại kết nối điện tử, hợp tác và tiến hành kinh doanh lẫn nhau.
Các BPN đang được đẩy mạnh hơn nữa bởi sự tăng trưởng trong các dịch vụ Web và kiến trúc hướng dịch vụ (SOA), các công nghệ đơn giản hóa việc tích hợp con người, quy trình và hệ thống.
Mạng quy trình kinh doanh thường được quản lý bằng kiến trúc nhiều bên thuê để nhanh chóng cho phép kết nối liền mạch, nhiều-nhiều hoặc một-nhiều (mô hình trung tâm) giữa các đối tác thương mại trong chuỗi cung ứng mở rộng.
Khung nhiều bên thuê cũng đảm bảo rằng tất cả các đối tác thương mại làm việc từ một bộ ứng dụng và công cụ cộng tác chung, được cung cấp bởi nhà cung cấp mạng, giảm thiểu các rào cản tích hợp và rào cản từ các cơ sở hạ tầng và hệ thống CNTT phụ trợ không đồng nhất trên toàn cộng đồng giao dịch.
VAN và trao đổi ngành mang lại lợi ích gia tăng của các đối tác thương mại được kết nối trước, thường trong khoảng hàng chục nghìn, cho phép thực hiện cộng đồng giao dịch nhanh hơn và giảm chi phí tổng thể để quản lý và duy trì các kết nối này.